# Радханпур (княжество)

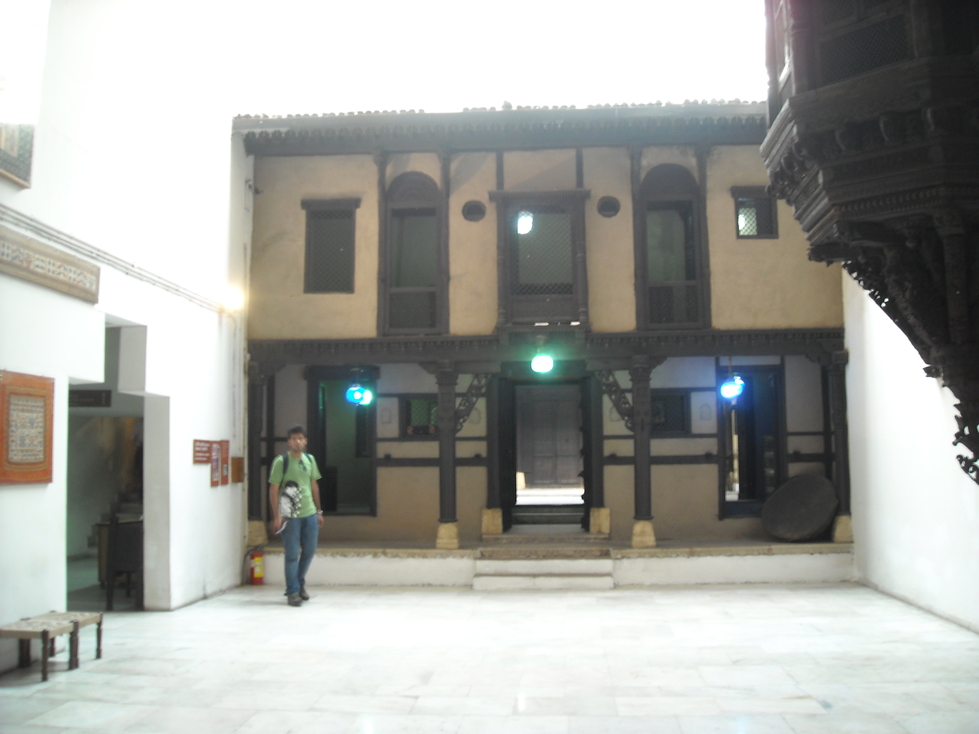
Резные деревянные дома из дворца наваба Радханпура

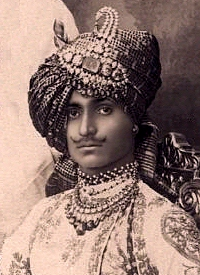
Наваб Мухаммад Джалал уд-Дин Хан

Княжество Радханпур (гудж. રાધનપુર રજવાડું) — туземное княжество Индии во времена британского владычества. Его правители принадлежали к пуштунской династии Баби. Ранее княжество находилось в составе Империи Великих Моголов. Последний правящий наваб Радханпура, Наваб Муртаза-Хан подписал документ о присоединении к Индийскому союзу 10 июня 1948 года.
Город Радханпур в районе Саураштра в Гуджарате был его столицей. Город был окружён стеной с бойницами; раньше он славился своей экспортной торговлей рапсом, зерном и хлопком.

## История
В 1753 году Джаван Мард-хан II, сын Джавана Мард-Хана I, который помог Империи Великих Моголов в правлении Гуджаратом, стал независимым правителем Радханпура. В 1706 году Джафар-Хан был назначен губернатором Патана, а в 1715 году его сын Хан Джахан (Джаван Мард-Хан I) был назначен губернатором Радханпура и других территорий. Хан Джахан был убит Коли из Балора, когда он выступил против последних. Княжество было независимым государством в пределах Империи Великих Моголов, его близость к территории Маратхской конфедерации угрожала правящему навабу возможными конфликтами.
16 декабря 1813 года Радханпур стал британским протекторатом, а в 1819 году британцы помогли навабам изгнать племя Хоса, которое имело обыкновение совершать разорительные набеги из Синда. Княжество входило в Паланпурское Агентство Бомбейского президентства, которое в 1925 году стало Агентством Банас Кантха. Британские администраторы взяли на себя ответственность за регентство государства в двух случаях, когда два наваба умерли, оставив несовершеннолетнего сына в качестве преемника.
Наваб Радханпура был уполномочен британцами контролировать внешние связи, а также чеканить собственные монеты государства. Последняя привилегия сохранялась до 1900 года, когда княжество Радханпур было вынуждено принять индийскую валюту. Прогрессивный наваб княжества ненадолго ввел десятичную систему счисления, когда 100 филсов равнялись одной рупии, задолго до того, как Индия начала использовать десятичную денежную систему в 1957 году.
В 1943 году, с внедрением «схемы присоединения», княжество Радханпур расширило свою территорию ещё на 2234 км², когда некоторые меньшие княжеские государства были объединены. Население объединённых территорий составляло около 33 000 жителей, что довело общее население княжества Радханпур до 100 644 человек.

## Правители

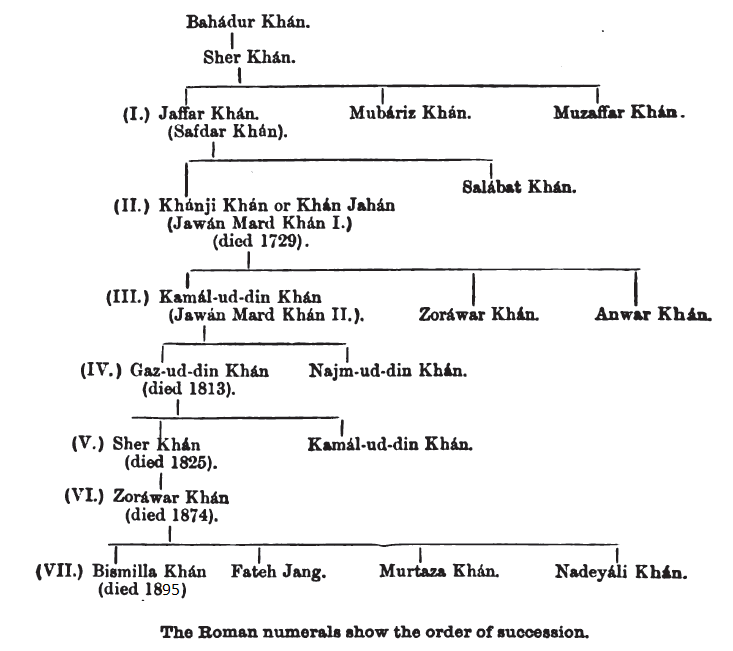
Генеалогическое Древо династии правителей княжества Радханпур

Княжество Радханпур управлялось мусульманской династией Баби и имело право на 11-пушечный салют. Правители государства носили титул наваба. Они были связаны с правящими домами княжеств Джунагадх и Баласинор, двух других гуджаратских княжеств.

### Навабы
- 1715—1729: Наваб Джаван Мард Хан I Бахадур (? — 1729), сын наваба Сафдар Хана Бахадура
- 30 марта 1753—1765: Джаван Мард Хан II (? — 1765), старший сын Наваба Джавана Мард Хана I Бахадура
- 1765—1787: Мухаммад Наджм ад-Дин Хан (? — 1787), младший сын предыдущего
- 1787 — 11 мая 1813: Мухаммад Гази ад-Дин Хан (? — 11 мая 1813), старший брат предыдущего
- 11 мая 1813—1825: Мухаммад Шир Хан I (1794—1825), старший сын предыдущего
- 11 мая 1813—1813: Мухаммад Камаль ад-Дин Хан II (1805—1813), младший брат и соправитель предыдущего
- 1825 — 9 октября 1874: Мухаммад Джоравар Шир Хан (1822 — 9 октября 1874), единственный оставшийся в живых сын Мухаммада Шир Хана.
  - 1825—1838: Сардар Биби Сахиба, регент княжества и мачеха предыдущего
- 9 октября 1874 — 20 декабря 1895: Мохаммад Бисмиллах Хан (26 апреля 1843 — 20 декабря 1895), старший сын предыдущего
- 20 декабря 1895 — 25 февраля 1910: Мохаммад Шир-хан II (8 июня 1886 — 25 февраля 1910), старший сын предыдущего
  - 20 декабря 1895 — апрель 1896: У. Бил, регент
  - Апрель 1896—1900: Малькольм Томас Лайд — регент
  - Июль 1900 — декабрь 1901: Джордж Брудрик О’Доннелл — регент
  - Декабрь 1901 — август 1903: Фредерик Уильям Вудхаус — регент
  - Октябрь 1903 — 13 апреля 1907: Норман Синклер Когхилл — регент
- 25 февраля 1910 — 4 декабря 1936: Мохаммад Джалал ад-Дин Хан (2 апреля 1889 — 4 декабря 1936), младший брат Мохаммада Шир-хана II, с 1 января 1935 года — сэр Мохаммад Джалал ад-Дин Хан
- 4 декабря 1936 — 15 августа 1947: Мортаза-Хан (10 октября 1899 — 11 февраля 1982), приёмный сын предыдущего.

В 1982 году после смерти Мортаза-Хана новым главой княжеского дома Радханпура стал его зять Наваб Надир Али Хан Бандалихан Баби Бахадур (род. 31 июля 1917), женатый на Навабзади Биме Шри Нур Джахан Бахте Сахибе (? — 2005), единственной дочери Мортаза-Хана.
Около 2014 года после смерти Бандалихана Баби Бахадура новым главой княжеского дома Радханпура стал его зять Наваб Мухаммад Рияз Хан Малик Бахадур (род. 7 января 1968), женатый на Навабзади Биме Шри Асмат Бахте Сахибе, единственной дочери первого.